# Jakub Kutílek
Jakub Kutílek (* 17. března 1986 Pardubice) je český politik a dopravní inženýr, v letech 2017 až 2018 člen předsednictva Strany zelených, od roku 2018 zastupitel města Pardubice a zastupitel městského obvodu Pardubice II.

## Život
Mezi roky 1997 a 2005 vystudoval pardubické Gymnázium Dašická a následně absolvoval Fakultu stavební Vysokého učení technického v Brně (získal titul Ing.).
V letech 2010 až 2013 pracoval jako projektant v brněnské společnosti ADOS, Alternativní Dopravní Studio a v roce 2013 také krátce v cyklistickém obchodě Cyklospeciality. Na podzim 2013 byl manažerem Strany zelených v Pardubickém kraji. Od listopadu 2013 do července 2015 byl dopravním inženýrem na Odboru hlavního architekta Magistrátu města Pardubice.
Jakub Kutílek žije v Pardubicích.

## Politické působení
Je členem Strany zelených, v níž od roku 2015 předsedá Krajské organizaci Pardubického kraje a je členem Republikové rady. Ve volbách do Poslanecké sněmovny PČR v roce 2013 kandidoval ještě jako nestraník za SZ v Pardubickém kraji, ale neuspěl. Stejně tak dopadl i ve volbách v roce 2017 již jako člen Zelených.
V krajských volbách v roce 2016 byl lídrem společné kandidátky SZ, Pirátů a hnutí Změna v Pardubickém kraji pod názvem Pro otevřený kraj – Piráti, Zelení, Změna. Avšak neuspěl a do zastupitelstva se nedostal. Na konci roku 2017 se stal členem předsednictva Zelených, funkci vykonával do ledna 2018.
V komunálních volbách v roce 2018 byl jako člen Zelených zvolen na kandidátce Pirátů zastupitelem města Pardubice. Ve stejných volbách se stal též zastupitelem městského obvodu Pardubice II, když kandidoval jako lídr subjektu „Piráti, Naše Pardubice a Zelení“.